# Landscapes for Freedom
Paisajes para la Libertad (originalmente titulado Landscapes for Freedom) es un cortometraje animado dirigido por Nicolás Isasi. Se trata de su primer trabajo de animación realizado en Portugal.

## Argumento
Landscapes for freedom es un mensaje de paz y esperanza al mundo, rindiendo homenaje e involucrando a 3 ucranianos. Muestra parte del cambio en la naturaleza, los paisajes, los campos y las flores a causa de la guerra. El trabajo de color y animación está basado en el tríptico “Zambulléndose en la tierra” de la artista ucraniana Olena Morokhovska, con música del compositor italiano Matteo Ramon Arevalos y poesía del escritor ucraniano Iván Frankó.

## Producción y Estreno
Para filmar este cortometraje, el cual posee música pero pocos diálogos, Isasi trabajó durante varios meses pintando a mano cada fotograma. Se presentó en Portugal como avant-première dentro del proyecto Libertinagem en diciembre de 2023 en la ciudad de Mira de Aire. Luego fue estrenado oficialmente en el Frome International Climate Film en Inglaterra.

## Festivales
Fue proyectado en Ucrania, Italia, Filipinas y Finlandia, seleccionado en los festivales Frome International Climate Film Festival, Dispatches of War, en el BCT – Festival Benevento Cinema e Televisione, en el Latino & Native American Film Festival de New Haven (Estados Unidos) y semifinalista en el Batangas Balisong Film Festival. Además, participó del 36º Festival de Gerona (España), del Festival de Cine Comunitario Itinerante Terra en Veracruz (México), del Egyptian American Film Festival en Nueva York (USA), del Bahari-Sea & Coastal Film Festival en Cirebon (Indonesia), del Festival Passagens (Portugal) y se exhibió en el Museo del Cine de Buenos Aires en el marco del 19º Festival de Cine Inusual (Argentina).
Debido al mensaje de paz, uno de los temas de la 9ª edición del Festival Internacional de Cine de Derechos Humanos de Túnez, Landscapes for Freedom fue seleccionado en el Human Screen Festival, miembro de la Human Rights Film Network, siendo el primer trabajo de Isasi proyectado en África. Dicho festival tiene como objetivo promover la cultura de los derechos humanos en Túnez a través del cine local e internacional. Quedó seleccionado en una muestra dedicada a niños y jóvenes en el prestigioso festival de animación ucraniano LINOLEUM. El Festival LINOLEUM de Animación Contemporánea y Media Art es la mayor muestra de animación de autor en Ucrania.

## Premios y nominaciones
La película fue nominada y presentada en varios festivales internacionales de cine, recibiendo el Tribute Award (Ukraine) en solidaridad con el pueblo ucraniano, otorgado por el 15th Latino & Native American Film Festival de New Haven. Además recibió una Mención de Honor del Público (Animación) en India y distinguida por Ala d’Artistas en Portugal.
| Año  | Categoría         | País                         | País              | Resultado | Festival                                         |
| 2023 | Distinción        | Bandera de Portugal          | Portugal          | Ganador   | Avant-première LIBERTINAGEM                      |
| 2024 | Selección Oficial | Bandera del Reino Unido      | Reino Unido       | Nominado  | Frome International Climate Film Festival        |
| 2024 | Selección Oficial | Bandera de Portugal          | Portugal          | Nominado  | 76° Evoé Cabaré                                  |
| 2024 | Selección Oficial | Bandera de Ucrania           | Ucrania           | Nominado  | Dispatches of War                                |
| 2024 | Selección Oficial | Bandera de Italia            | Italia            | Nominado  | Festival Benevento Cinema e TV                   |
| 2024 | Selección Oficial | Bandera de Filipinas         | Filipinas         | Finalista | Batangas Balisong Film Festival                  |
| 2024 | Selección Oficial | Bandera de Estados Unidos    | EE. UU.           | Nominado  | Hilltop Film Festival of Diversity and Inclusion |
| 2024 | Mención Honorable | Bandera de la India          | India             | Ganador   | The Women's Bioscope                             |
| 2024 | Selección Oficial | Bandera de España            | España            | Nominado  | 36th Girona Film Festival                        |
| 2024 | Selección Oficial | Bandera de Finlandia         | Finlandia         | Nominado  | Wildlife Vaasa Festival                          |
| 2024 | Selección Oficial | Bandera de México            | México            | Nominado  | Fest Itinerante de Cine de la Tierra             |
| 2024 | Selección Oficial | Bandera de Ucrania           | Ucrania           | Nominado  | Bardak Film Fest                                 |
| 2024 | Selección Oficial | Bandera de Argentina         | Argentina         | Nominado  | Festival de Cine Inusual                         |
| 2024 | Selección Oficial | Bandera de Indonesia         | Indonesia         | Nominado  | Bahari-Sea & Coastal Film Festival               |
| 2024 | Selección Oficial | Bandera de Túnez             | Túnez             | Nominado  | Human Screen Festival                            |
| 2024 | Selección Oficial | Bandera de Estados Unidos    | EE. UU.           | Nominado  | Egyptian American Film Festival                  |
| 2024 | Selección Oficial | Bandera de Estados Unidos    | EE. UU.           | Nominado  | First World Wave Music Festival                  |
| 2025 | Tribute Award     | Bandera de Estados Unidos    | EE. UU.           | Ganador   | 15th Latino and Native American                  |
| 2025 | Selección Oficial | Bandera de Portugal          | Portugal          | Nominado  | 4º Festival Passagens                            |
| 2025 | Selección Oficial | Bandera de Estados Unidos    | EE. UU.           | Nominado  | Angaelica Film Festival                          |
| 2025 | Selección Oficial | Bandera de Ucrania           | Ucrania           | Nominado  | LINOLEUM                                         |
| 2025 | Selección Oficial | Bandera de Guinea Ecuatorial | Guinea Ecuatorial | Nominado  | Malabo International Music & Film Festival       |